# Теремковцы
Теремковцы (укр. Теремківці) — село в Чемеровецком районе Хмельницкой области Украины.
Население по переписи 2001 года составляло 466 человек. Почтовый индекс — 31600. Телефонный код — 3859. Занимает площадь 0,835 км². Код КОАТУУ — 6825289802.

## Местный совет
31609, Хмельницкая обл., Чемеровецкий р-н, с. Юрковцы, Хмельницкое шоссе, 2.

## Известные уроженцы
- Павловский, Иван Григорьевич (1909—1999) — советский военачальник, генерал армии, Герой Советского Союза.